# لا خینبرسا
لا خینبرسا (به اسپانیایی: La Ginebrosa) یک شهرستان در اسپانیا است که در استان تروئل واقع شده‌است.

## خصوصیات
لا خینبرسا ۸۰ کیلومترمربع مساحت و ۲۴۰ نفر جمعیت دارد.